# Boban Babunski
Boban Babunski (makedonsky Бобан Бабунски; * 5. květen 1968) je bývalý severomakedonský fotbalista a reprezentant Jugoslávie a později Makedonie. Po skončení aktivní hráčské kariéry se dal na trenérskou dráhu.
Jeho syny jsou fotbalisté Dorian Babunski a David Babunski.

## Reprezentační kariéra

### Jugoslávie
Boban Babunski odehrál za jugoslávský národní tým v roce 1991 dvě přátelská reprezentační utkání, 4. září proti Švédsku (prohra 3:4) a 30. října proti Brazílii (prohra 1:3).

### Severní Makedonie
Za severommakedonský národní tým odehrál v letech 1993–2000 celkem 23 reprezentačních utkání a vstřelil v nich 1 gól. Debutoval 13. října 1993 v kvalifikačním zápase proti Slovinsku (výhra 4:1).

## Statistiky
| Jugoslávie        | Jugoslávie | Jugoslávie |
| Roky              | Záp.       | Góly       |
| ----------------- | ---------- | ---------- |
| 1991              | 2          | 0          |
| Celkem            | 2          | 0          |
| Severní Makedonie |            |            |
| Roky              | Záp.       | Góly       |
| 1993              | 1          | 0          |
| 1994              | 3          | 0          |
| 1995              | 4          | 0          |
| 1996              | 2          | 1          |
| 1997              | 2          | 0          |
| 1998              | 1          | 0          |
| 1999              | 6          | 0          |
| 2000              | 4          | 0          |
| Celkem            | 23         | 1          |